# Taharahaus (Ivančice)

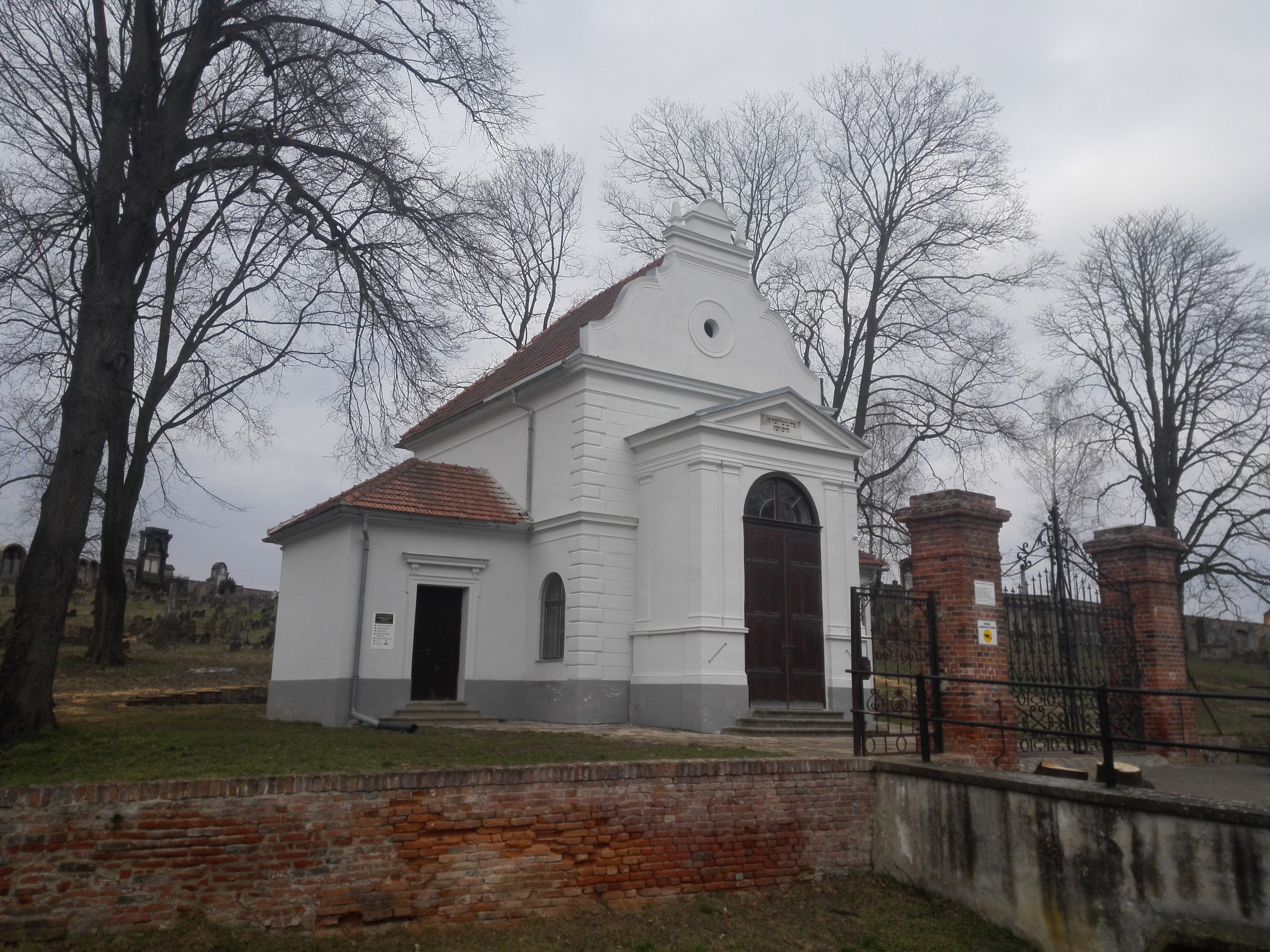
Taharahaus auf dem jüdischen Friedhof in Ivančice

Das Taharahaus in Ivančice (deutsch Eibenschütz), einer südmährischen Stadt in Tschechien, wurde 1902 errichtet. Das Taharahaus ist als Teil des Jüdischen Friedhofs in Ivančice seit 1988 ein geschütztes Kulturdenkmal.
Das Taharahaus im Stil des Neoklassizismus aus Backsteinmauerwerk besitzt ein Portal mit Dreiecksgiebel.